# Conway River (Neuseeland)
Der Conway River ist ein Fluss in der Region Canterbury auf der Südinsel von Neuseeland.

## Geographie
Der Conway River entspringt auf einer Höhe von 1180 m, rund 970 m westlich des Palmer Saddle sowie am westlichen Ende der Seaward Kaikoura Range. Von dort aus bewegt sich der Fluss kurz hintereinander zunächst in südsüdöstlicher, dann in östlicher und wieder in südsüdöstlicher Richtung und bekommt nach einem mäanderförmigen Flussverlauf nach rund 16 km rechtsseitig vom Towy River seinen ersten größeren Wasserzulauf. Nach insgesamt 17,4 Flusskilometer kreuzt dann die Inland Kaikoura Road den Fluss und nach weiteren rund 6 km trägt der Charwell River linksseitig seine Wässer zu. Ein weiterer Nebenfluss stellt der Gelt River dar, der rund 2,5 km später rechtsseitig zufließt.
Nach insgesamt 42,5 Flusskilometer kreuzt die Eisenbahnstrecke der Christchurch–Picton, die auch Main North Line genannt wird, in Richtung Nordosten den Fluss und folgt das von ihm geschaffene Tal linksseitig des Flusses in Richtung Nordosten. Auf der anderen Flussseite stößt nun der New Zealand State Highway 1 hinzu und folgt dem Conway River rechtsseitig, bis die Straße nach rund 8 km den Fluss überquert und weiter nach Norden führt. Nach insgesamt 57 Flusskilometer mündet der Conway River schließlich in einer rund 860 m langen Lagune, von der aus sich der Fluss immer wieder neue Zugänge zum Pazifischen Ozean sucht.

## Fotogalerie

Conway River
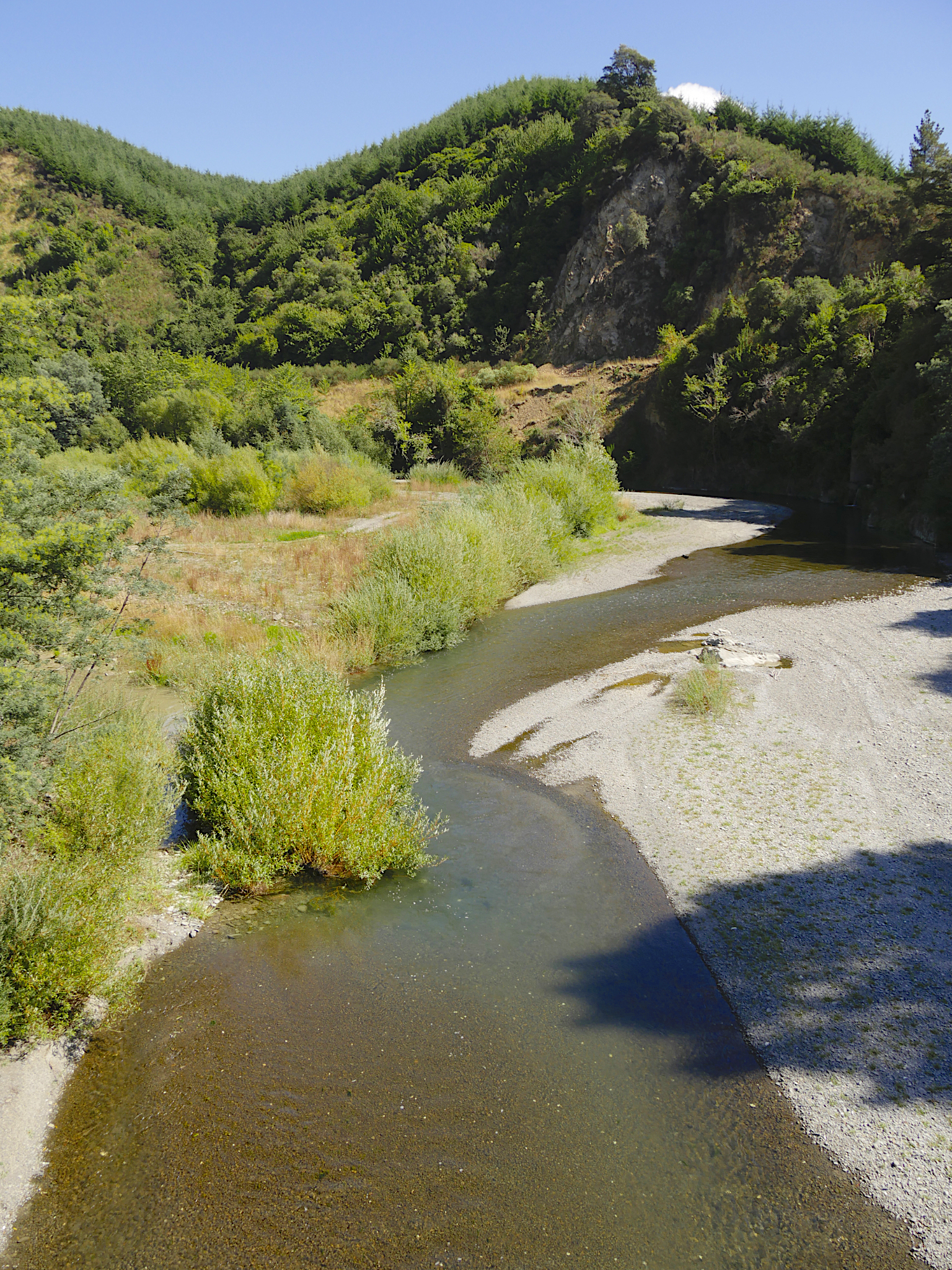
Blick von der Brücke des New Zealand State Highway 1 nach Nordwesten
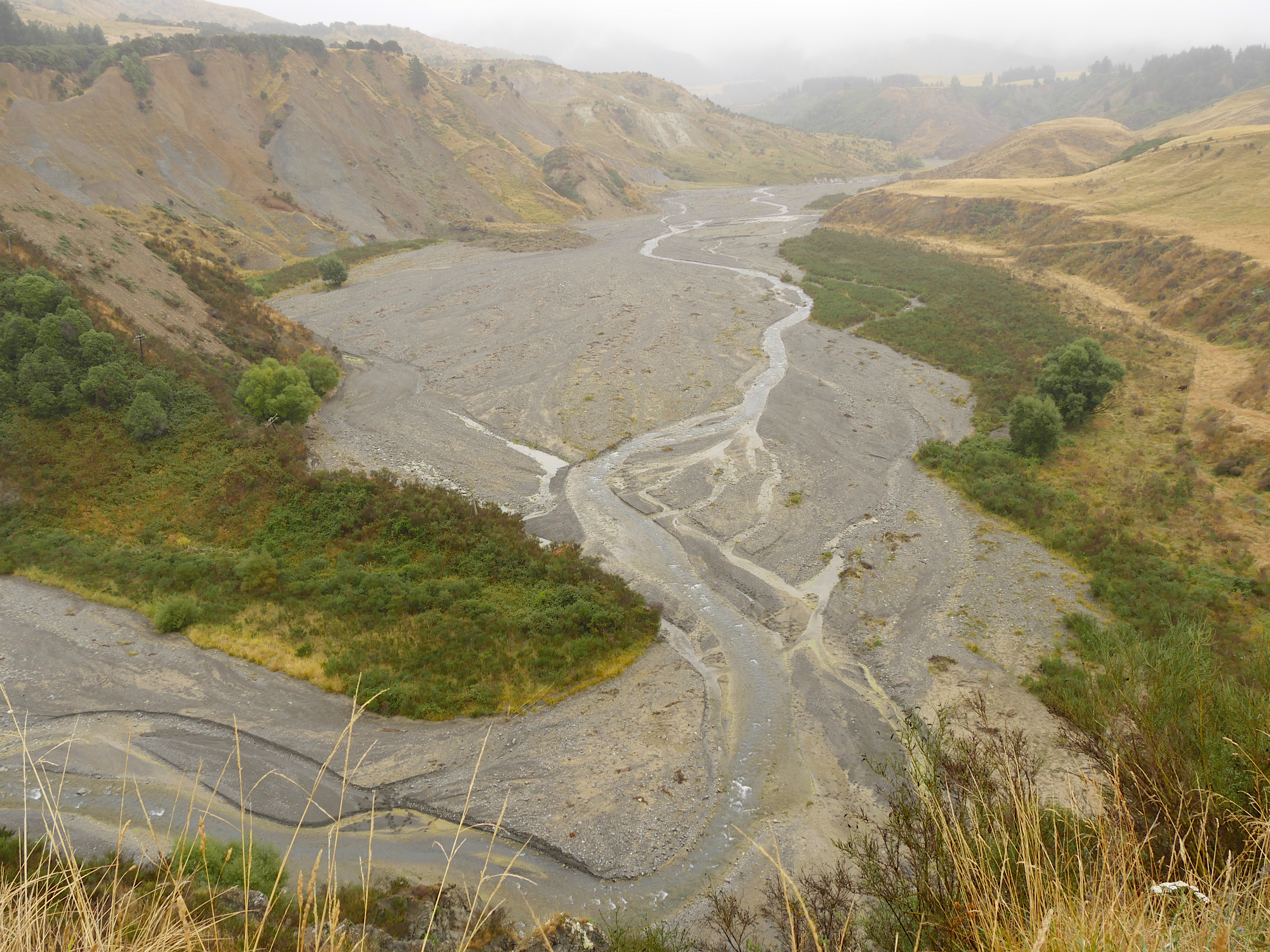
Blick vom New Zealand State Highway 70 nach Nordwesten
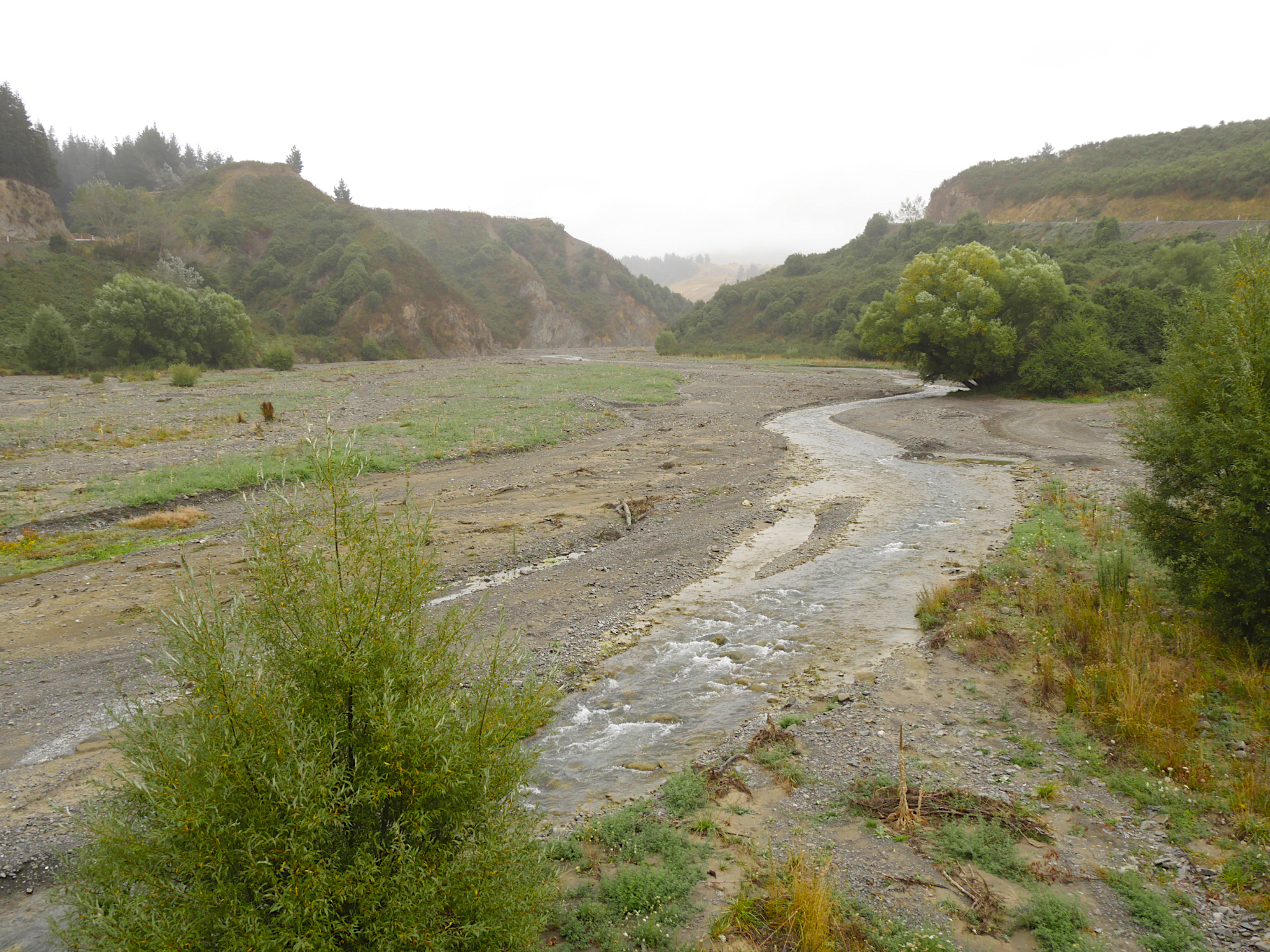
Blick von der Brücke des New Zealand State Highway 70 nach Nordnordwest